# Bradornis
A Bradornis a madarak osztályának verébalakúak (Passeriformes) rendjébe és a légykapófélék (Muscicapidae) családjába tartozó nem. A fajok besorolása, nem minden szervezetnél egyezik.

## Rendszerezésük
A nemet Andrew Smith írta le 1847-ben, az alábbi fajok tartoznak ide:
- Bradornis microrhynchus
- marikó légykapó (Bradornis mariquensis)
- Bradornis boehmi[1] vagy Muscicapa boehmi[2]
- Bradornis fuliginosus[1] vagy Muscicapa infuscata[2]
- Bradornis ussheri[1] vagy Muscicapa ussheri[2]
- Bradornis comitata[1] vagyMuscicapa comitata[2]
- Bradornis pallidus[2] vagy Agricola pallidus[1] vagy Melaenornis pallidus
- Bradornis infuscatus[2] vagy Agricola infuscatus[1] vagy Melaenornis infuscatus